# Anders Kjellbo
Anders Olof Kjellbo, född 23 juni 1916 i Kumla församling, Västmanlands län, död 29 juni 1991 i Hörby församling, Malmöhus län, var en svensk kommunalingenjör. 
Kjellbo, som var son till lantbrukare Ernst Andersson och Mimmi Jansson, avlade realexamen i Västerås 1933 och ingenjörsexamen vid Hässleholms tekniska skola 1937. Han var ingenjör hos AB Vägförbättringar 1939–1949, innehavare av AB Väg och Betong 1950–1956, ingenjör hos AB Svenska stenbeläggningar 1957–1964 och kommunalingenjör i Bromölla köping/kommun från 1964. Han var även ledamot av trafiknämnden i Bromölla köping.